# کونوس سیمولازیونی
کونوس سیمولازیونی (انگلیسی: Kunos Simulazioni) شرکت بازی ویدئویی ایتالیایی است، که در سال ۲۰۰۵ تأسیس شد.